# John Eliot Gardiner
Sir John Eliot Gardiner (ur. 20 kwietnia 1943 w Fontmell Magna) – angielski dyrygent.
Założyciel chóru Monteverdi Choir (1966) i zespołu Monteverdi Orchestra (1968), który następnie przekształcił się w English Baroque Soloists (1978), oraz zespołu Orchestre Révolutionnaire et Romantique (1990). Jest wnukiem egiptologa Alana Hendersona Gardinera.
Nagrał ponad 250 płyt, w większości dla wytwórni Deutsche Grammophon i Philips Classics. Jego repertuar obejmuje przede wszystkim muzykę barokową, klasyczną i romantyczną. Zdobył uznanie jako interpretator muzyki baroku na epokowych instrumentach. 
Jest absolwentem King’s College Uniwersytetu w Cambridge, gdzie studiował historię i arabistykę. Po ukończeniu studiów w Cambridge kształcił się w King’s College w Londynie u Thurstona Darta, a także pod kierunkiem Nadii Boulanger. 
Otrzymał doktoraty honoris causa uniwersytetu w Lyonie (1987) i Cremonie (2006). Jest członkiem Royal Academy of Music (od 1992) oraz King’s College London. Dwukrotnie otrzymał nagrodę Grammy (1994, 1999). Został mianowany komandorem Orderu Imperium Brytyjskiego (1990), w 1998 roku otrzymał tytuł szlachecki. Otrzymał Krzyż Oficerski francuskiego Orderu Sztuki i Literatury (1988) oraz Krzyż Zasługi I Klasy Orderu Zasługi Republiki Federalnej Niemiec. Laureat prestiżowej duńskiej Nagrody Fundacji Muzycznej Léonie Sonning (2005).